# کارآگاه دی: راز شبح آتشین
کاراگاه دی:راز شبح آتشین (انگلیسی: Detective Dee and the Mystery of the Phantom Flame) فیلمی در ژانر رزمی، اکشن، و فانتزی به کارگردانی تسوی هارک است که در سال ۲۰۱۰ منتشر شد. از بازیگران آن می‌توان به اندی لاو، کارینا لاو، تدی رابین و لی بینگ‌بینگ اشاره کرد.